# Hipoprosèxia
La hipoprosèxia, també anomenada distracció o labilitat de l'atenció és un trastorn freqüent però poc patològic. Es tracta d'una constant fluctuació de l'atenció que passa d'un objecte a un altre sense que pugui fixar especialment en cap. Aquest trastorn acostuma a aparèixer en quadres clínics com la depressió (a causa de l'apatia i la falta d'interès que mostren aquests subjectes deprimits els resulta molt difícil atendre a l'estimulació externa), l'esquizofrènia i certes deficiències intel·lectuals.
Al grau màxim de hipoprosèxia se l'anomena aprosèxia i s'hi acostuma a trobar en estats confusionals, al coma, en alguns estats greus d'estupor i en alguns trastorns mentals orgànics com, per exemple, el deliri i les demències.